# Bugula spicata
Bugula spicata är en mossdjursart som först beskrevs av Walter Douglas Hincks 1880.  Bugula spicata ingår i släktet Bugula och familjen Bugulidae. Inga underarter finns listade i Catalogue of Life.